# سییو، اهیمه
سییو در استان اهیمه در کشور ژاپن واقع شده‌است که دارای جمعیت ۴۳٬۴۷۶ نفر و مساحت ۵۱۴٫۷۹ کیلومتر مربع با تراکم جمعیت ۸۴٫۵ نفر در کیلومترمربع است و در تاریخ ۱ آوریل ۲۰۰۴ به عنوان شهر شناخته شد.